# آمنه سادات ذبیح‌پور
آمنه‌سادات ذبیح‌پور احمدی خبرنگار ایرانی حوزهٔ سیاست در خبرگزاری صدا و سیما است. او از مجریان اخبار ۲۰:۳۰ شبکه دو سیمای جمهوری اسلامی ایران است. فعالیت او بیشتر شامل بررسی و تهیه گزارش در مورد شبکه‌های ماهواره‌ای خارج از ایران است. از ذبیح‌پور در سال ۱۳۹۲ به خاطر فعالیت خبرنگاری در مورد عملکرد دولت محمود احمدی‌نژاد رئیس‌جمهور وقت ایران تقدیر به عمل آمد. وی از مجریانی است که به همکاری با نهادهای امنیتی برای ضبط «اعتراف اجباری» متهم است.
بر اساس گزارش‌های منتشرشده در شبکه‌های اجتماعی، آمنه‌سادات ذبیح‌پور در پرونده‌سازی علیه بسیاری از فعالان مدنی و سیاسی داخل ایران مشارکت داشته است و در شبکه‌های اجتماعی به عنوان «بازجو-خبرنگار» شهرت یافته است. او در اسفند ۱۴۰۰ به عنوان «سرپرست سردبیری گروه رسانه‌های فارسی‌زبان بیگانه» صداوسیما منصوب شد.
۲۵ آبان ۱۴۰۱ وزارت خزانه‌داری ایالات متحده آمنه سادات ذبیح‌پور را به اتهام بازجو-خبرنگار بودن و گرفتن اعتراف اجباری تلویزیونی تحریم کرد. ۲۱ آذر ۱۴۰۱ هم اتحادیه اروپا آمنه‌سادات ذبیح‌پور را بازجو-خبرنگار خواند و او را به‌دلیل نقض فاحش حقوق بشر در فهرست تحریم‌های خود قرار داد. ۱۳ سپتامبر ۲۰۲۳ وزارت خارجه استرالیا آمنه سادات ذبیح‌پور را به دلیل «نقش مهمی که در پخش اعترافات اجباری» داشت، تحریم کرد.

## اتهام بازجویی
سپیده قلیان فعال کارگری از ذبیح‌پور، خبرنگار صدا و سیما به اتهام «بازجویی» و «اعترافات اجباری» شکایت کرد که قاضی پرونده در دادگاه رسیدگی، آن را بدون بررسی مختومه اعلام کرد. قلیان با بیان این که ذبیح‌پور در هنگام «بازجویی و شکنجهٔ» وی در اتاق حاضر بوده افزود: «در مراحل تولید طراحی سوخته، شخص خانم آمنه سادات ذبیح‌پور در اتاق بازجویی حضور داشت تا پس از ساعت‌ها شکنجهٔ جسمی و روحی، متنی را که از قبل آماده کرده بود برای خواندن در مقابل دوربین، در اختیار ما بگذارد.» اظهارات سپیده قلیان دربارهٔ نقش ذبیح‌پور در تهیهٔ «اعترافات اجباری» از او، موضوع مشارکت خبرنگاران رادیو و تلویزیون حکومتی با نهادهای امنیتی ایران در اخذ «اعترافات اجباری» از زندانیان سیاسی را مطرح کرد. ذبیح‌پور مشارکت در بازجویی از قلیان را تکذیب کرد و بابت آنچه طرح اتهامات کذب علیه خود دانست از قلیان شکایت کرد.

## تحریم‌ها
- چهارشنبه ۲۵ آبان ۱۴۰۱ وزارت خزانه‌داری ایالات متحده دو «بازجو-خبرنگار» از جمله آمنه سادات ذبیح‌پور و چهار مقام ارشد صداوسیمای جمهوری اسلامی ایران را به اتهام پخش صدها اعتراف اجباری از بازداشت‌شدگان تحریم کرد.[۱۲]
- روز دوشنبه ۲۱ آذر ۱۴۰۱ اتحادیه اروپا همزمان با اعدام محسن شکاری و مجیدرضا رهنورد دو جوان بازداشت شده در خیزش ۱۴۰۱ ایران با حکم دادگاه‌های جمهوری اسلامی، ۲۰ شخص حقیقی از جمله آمنه‌سادات ذبیح‌پور (بازجو-خبرنگار) و سازمان صداوسیمای جمهوری اسلامی را به‌دلیل نقض فاحش حقوق بشر در فهرست تحریم‌های خود قرار داد.[۱۳]
- چهارشنبه ۱۳ سپتامبر ۲۰۲۳ وزارت خارجه استرالیا برای آمنه سادات ذبیح‌پور را به همراه ۳ تن از مسئولان و ۳ نهاد جمهوری اسلامی تحریم مالی و ممنوعیت سفر کرد. او به دلیل «نقش مهمی که در پخش اعترافات اجباری دوتابعیتی‌ها، فعالان مدنی، زندانیان سیاسی، نویسندگان و اقلیت‌های مذهبی در ایران» دارد، تحریم شد.[۱۴]

## تعلیق حساب توییتر
او با اعلام خبر اعدام نوید افکاری و پیش از اعلام رسمی قوه قضائیه در توییتر نوشت: «سلطنت‌طلب‌ها، آلبانی‌نشین‌ها، ضدانقلاب هشتگ‌های خودشون رو آماده کنند» که این توییت وی باعث خشم کاربران شبکه‌های اجتماعی شد و ساعاتی بعد حساب شخصی وی در شبکهٔ اجتماعی توییتر معلق شد. خبر داشتن او از مرگ نوید افکاری و انتشار اولیهٔ آن فرضیهٔ وابستگی یا عضویت وی در وزارت اطلاعات یا سازمان اطلاعات سپاه را بیش از پیش تقویت کرد.

## واکنش به حمله پاکستان به روستایی در سراوان
آمنه سادات ذبیح‌پور پس از حمله پاکستان به ایران و کشته‌شدن دستکم ۱۲ نفر در روستایی در سراوان نوشت: اصلاً هم معلوم نبود ایران و پاکستان با هم هماهنگ بودند.

## واکنش به حضور محمود احمدی‌نژاد در عزای ابراهیم رئیسی
پس از مرگ رئیس‌جمهور ابراهیم رئیسی و همراهانش در سانحه سقوط بالگرد ورزقان، ذبیح‌پور با انتشار تصویری از محمود احمدی‌نژاد، در اکس (توییتر سابق) نوشت: «به عنوان کسی که هشت سال خبرنگار برنامه‌هات بودم، از تو بیزارم! دوزاری». در واکنش به این پست، که برخی آن را واکنش به لباس سیاه نپوشیدن احمدی‌نژاد در عزای رئیسی دانسته‌اند، علی حسینی، وکیل دادگستری نزدیک به احمدی‌نژاد، نوشت: «کاش آن روز صبح در هتل وارویک نیویورک به محافظ‌ها تشر نمی‌زد که به من و شما هیچ ربطی ندارد که دیشب فلان خبرنگار تا صبح رفته توی اتاق فلان عکاس».
پس از این پاسخ، ذبیح‌پور نوشته خود را پاک کرد و علی حسینی نیز پاسخ مذکور را در ایکس حذف کرد، اما بازتاب ادعای حسینی در رسانه‌های اجتماعی ادامه یافت و واکنش‌هایی در رسانه‌های اجتماعی برانگیخت. ذبیح‌پور در ۸ خرداد از علی حسینی و حمید فیض‌آبادی به اتهام «نشر اکاذیب» شکایت کرد.